# الین وان ویندل
الین وان ویندل (انگلیسی: Elien Van Wynendaele؛ زادهٔ ۱۹ فوریهٔ ۱۹۹۵) بازیکن فوتبال اهل بلژیک است.
از باشگاه‌هایی که در آن بازی کرده‌است می‌توان به باشگاه فوتبال اندرلشت اشاره کرد.
وی همچنین در تیم‌های ملی فوتبال زنان بلژیک بازی کرده‌است.